# Panaqolus gnomus
Panaqolus gnomus är en fiskart som först beskrevs av Schaefer och Stewart, 1993.  Panaqolus gnomus ingår i släktet Panaqolus och familjen Loricariidae. Inga underarter finns listade i Catalogue of Life.